# 吕氏眶灯鱼
吕氏眶灯鱼（学名：Diaphus luetkeni）为輻鰭魚綱燈籠魚目灯笼鱼科眶灯鱼属的鱼类。分布于台湾岛等，屬深海魚類，棲息深度40-750公尺，體長可達6公分。该物种的模式产地在印度洋。

## 扩展阅读
維基物種上的相關：吕氏眶灯鱼